# Tournoi d'échecs de Baden-Baden 1870

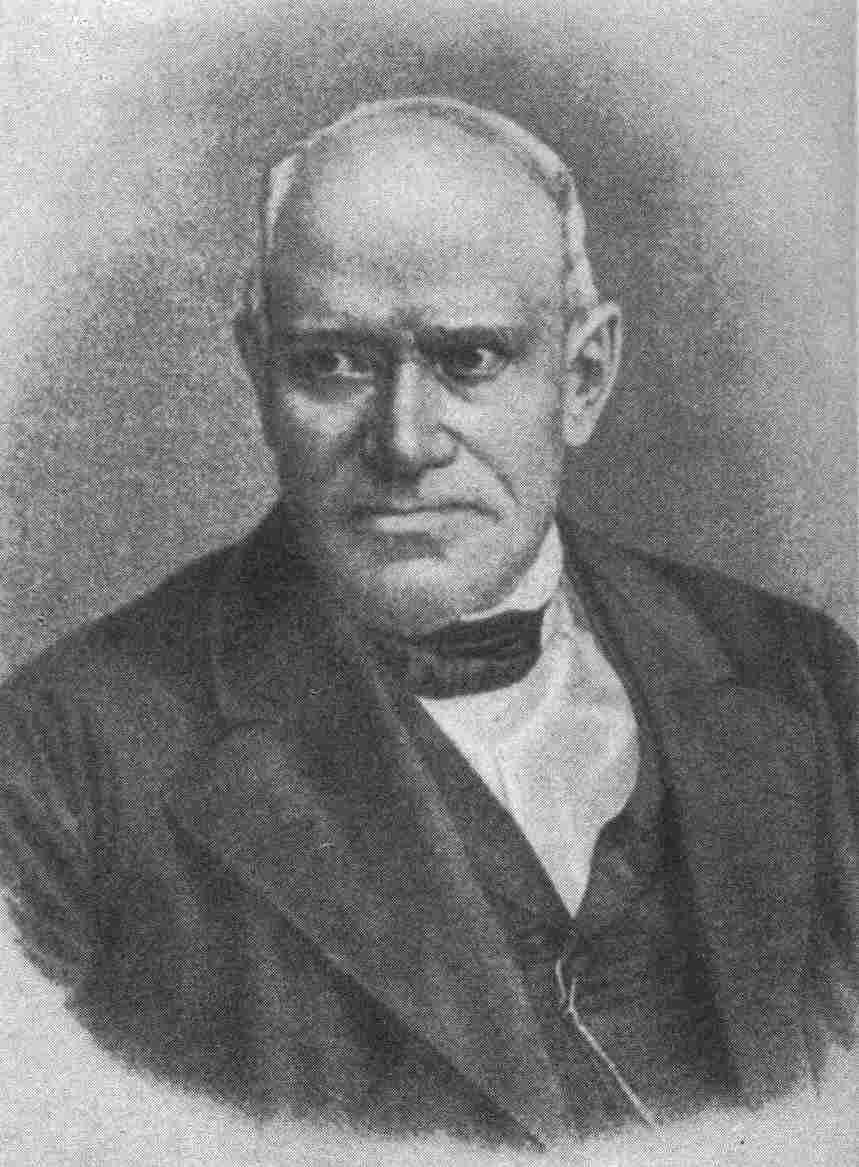
Adolf Anderssen, vainqueur du tournoi de Baden-Baden en 1870.

Le tournoi d'échecs de Baden-Baden est un tournoi international d'échecs organisé à Baden-Baden du 18 juillet au 4 août 1870 et remporté par l'Allemand Adolf Anderssen devant Wilhelm Steinitz. Organisé avec dix joueurs au départ, c'est le premier tournoi où le temps des joueurs était limité par des horloges et le premier où les parties nulles rapportaient un demi-point aux joueurs.

## Organisation
Le tournoi était organisé du 18 juillet au 4 août alors que la Guerre de 1870 venait d'être déclenchée le 19 juillet et la frontière française était très proche (Baden-Baden se trouve à 60 km de Strasbourg). Un des participants, Adolf Stern (de), était un réserviste bavarois. Il fut mobilisé et dut quitter le tournoi après avoir disputé quatre parties. Rosenthal, qui était installé en France, abandonna ses parties contre de Vere et Minckwitz par forfait.
Les joueurs s'affrontaient en mini-matchs de deux parties et chaque partie nulle rapportait un demi-point.

## Participants
Participaient au tournoi :
- cinq Allemands Adolf Anderssen (de Prusse), Gustav Neumann (de Prusse), Louis Paulsen, Johannes Minckwitz et Adolf Stern (de) qui se retira du tournoi et dont les résultats ne furent pas comptés ;
- l'Autrichien Wilhelm Steinitz, installé à Londres ;
- deux Britanniques : Joseph Henry Blackburne et Cecil de Vere ;
- le Russe, né en Pologne, Szymon Winawer ;
- le Français né en Pologne, Samuel Rosenthal.

## Déroulement du tournoi
Au début du tournoi, Anderssen battit Steinitz 2 à 0, puis il surprit les observateurs en perdant 0 à 2 contre Neumann. Après dix rondes (cinq mini-matchs disputés par chaque joueur), Neumann était en tête avec 7,5 points, suivi de Anderssen et Blackburne avec 7 points, puis Steinitz avec 6 points. Neumann perdit alors deux parties contre Steinitz, une contre de Vere et une contre Rosenthal. Une ronde avant la fin, Steinitz était remonté à la deuxième place, un demi-point derrière Anderssen. Les deux leaders du tournoi remportèrent leur dernière partie : Steinitz battit de Vere et Anderssen remporta la victoire contre Paulsen.

## Résultats
| Rang | Joueur             | And. | Stein. | Blac. | Neum. | Paul. | Vere | Win. | Minc. | Ros. | Stern | Total     | Total       |
| ---- | ------------------ | ---- | ------ | ----- | ----- | ----- | ---- | ---- | ----- | ---- | ----- | --------- | ----------- |
| 1    | Adolf Anderssen    |      | 11     | 1=    | 00    | 11    | =1   | 10   | 11    | 01   | (++)  | 11 / 16   | (13 / 18)   |
| 2    | Wilhelm Steinitz   | 00   |        | 0=    | 11    | 11    | 11   | 11   | 0=    | 1=   | (++)  | 10,5 / 16 | (12,5 / 18) |
| 3-4  | Joseph Blackburne  | 0=   | 1=     |       | =0    | 01    | 11   | 1=   | 11    | ==   | (++)  | 10 / 16   | (12 / 18)   |
| 3-4  | Gustav Neumann     | 11   | 00     | =1    |       | 01    | 01   | 11   | 11    | =0   | (++)  | 10 / 16   | (12 / 18)   |
| 5    | Louis Paulsen      | 00   | 00     | 10    | 10    |       | 10   | =1   | (1)=  | 1=   | (++)  | 7,5 / 16  | (9,5 / 18)  |
| 6-7  | Cecil de Vere      | =0   | 00     | 00    | 10    | 01    |      | 10   | 01    | (11) | (++)  | 6,5 / 16  | (8,5 / 18)  |
| 6-7  | Szymon Winawer     | 01   | 00     | 0=    | 00    | =0    | 01   |      | 11    | 1=   | (++)  | 6,5 / 16  | (8,5 / 18)  |
| 8-9  | Johannes Minckwitz | 00   | 1=     | 00    | 00    | (0)=  | 10   | 00   |       | (11) | (++)  | 5 / 16    | (7 / 18)    |
| 8-9  | Samuel Rosenthal   | 10   | 0=     | ==    | =1    | 0=    | (00) | 0=   | (00)  |      | (++)  | 5 / 16    | (7 / 18)    |
|      | Adolf Stern (de)   | –    | –(=0)  | –     | –     | –     | –    | –    | –(10) | –    |       |           |             |

Les résultats entre parenthèses (1) ou (0) correspondent à des victoires ou des défaites par forfait. Rosenthal perdit ses dernières parties par forfait.
Certaines sources incluent les victoires contre Stern dans le résultat final (résultats sur 18).